# Raptor (silnik rakietowy)

Uproszczony schemat przepływów w silniku

Raptor – rodzina silników rakietowych produkowanych przez przedsiębiorstwo SpaceX.
Przystosowany jest do wielokrotnego użytku. Zaprojektowany i budowany przez SpaceX, jest stosowany w obu stopniach statku kosmicznego Starship. Silnik Raptor ma około dwa razy większy ciąg niż silnik Merlin 1D, który napędza rakietę Falcon 9.
Jest to (ang. Full-flow staged combustion) ciekłopaliwowy silnik rakietowy cyklu zamkniętego z całkowitą gazyfikacją składników lub ciekłopaliwowy silnik rakietowy pełnoprzepływowego spalania etapowego, napędzany mieszaniną ciekłego tlenu z ciekłym metanem.
Spalanie w silniku zachodzi w stosunku tlenu do metanu wynoszącym około 3,6:1, niższym niż stechiometryczny – 4:1, ponieważ całkowite spalenie wytworzyłoby temperaturę mogącą stopić elementy silnika. Silnik ma dwie turbopompy (pompa z turbiną), oddzielne dla tlenu i metanu. Do przepompowanego metanu dodawana jest pewna ilość tlenu, następuje częściowe spalenie metanu, który napędza turbinę i przepływa do głównej komory spalania. Podobnie przebiega pompowanie tlenu, ale mieszanka ma nadmiar tlenu. Częściowo spalone paliwo i tlen trafiają do głównej komory spalania w postaci gorących gazów, co pozwala uzyskać wyższą intensywność spalania i umożliwia zmniejszenie komory spalania. Silnik wykonany jest głównie z aluminium, miedzi i stali, a turbopompy i kolektory silnika z nadstopu Inconel SX500. Niektóre komponenty silnika są wykonywane za pomocą technologii druku 3D.
Pierwsze statyczne testy silnika zostały przeprowadzone we wrześniu 2016 roku. W 2019 roku odbyły się trzy pierwsze loty pojazdu Starhopper (będącego prototypem statku kosmicznego Starship) wyposażonego w pojedynczy silnik Raptor. W 2020 roku odbył się lot prototypem SN8, który osiągnął wysokość 12,5 km i był wyposażony w trzy silniki Raptor. 
W sierpniu 2024 SpaceX zaprezentował trzecią wersję silnika, który wykazuje znaczne postępy w ciągu, impulsie właściwym i wydajności w porównaniu z poprzednimi wersjami. Raptor 3 ma mieć ciąg 280 ton siły, impuls właściwy 350 s przy masie silnika 1525 kg. SpaceX deklaruje, że po dalszych udoskonaleniach ciąg silnika może przekroczyć 300 ton.